# Ferreteria La Central
La ferreteria La central és un edifici emblemàtic ubicat al carrer de Sant Magí n.37, al barri de barri de Santa Catalina de Palma. És un dels edificis modernistes que es construïren a Santa Catalina al principi del segle xx, i fou declarat bé d’interès cultural el 2012. L'element més característic de la seva arquitectura és la façana, emmarcada dins el corrent modernista.
Se'n desconeix l'autor, tot i que els propietaris de l'edifici estimen que va ser obra de l'arquitecte Jaume Alenyar i Ginard.
La ferreteria de la planta baixa s'inaugurà el mateix any que es va acabar l'edifici, sota el nom de Ca Don Pau. Es tractava d'un negoci dedicat a la venda de productes i estris per a les embarcacions. A poc a poc, però, ha anat integrant una altra oferta relacionada amb la ferreteria, a més de la drogueria i la jardineria. S'ha convertit en un referent a tota la ciutat per la gran quantitat i varietat d’articles que venen.